# L'appassionata
Pour les articles homonymes, voir Appassionata.
Pour plus de détails, voir Fiche technique et Distribution.
L'appassionata est un film français réalisé par André Liabel et Léon Mathot, sorti en 1929.

## Fiche technique
- Titre original : L'appassionata
- Réalisation : André Liabel et Léon Mathot
- Scénario : d'après la pièce de Pierre Frondaie
- Photographie : René Gaveau
- Décors : Jaquelux
- Société de production : Paris International Film
- Pays de production :  France
- Genre : Film dramatique
- Date de sortie : 
  - France : 31 mai 1929

## Distribution
- Fernand Fabre : Emmanuel Spifani
- Renée Héribel : Charlotte Langer
- Marie-Thérèse Kolb : la mère de Langer
- Léon Mathot : Pierre Langer
- Ruth Weyher : Bianca Banella
- Hubert Daix